# ジャン (ウー伯)
ウー伯ジャン（Jean, comte d'Eu, ? - 1170年6月26日）は、ウー伯アンリ1世とシュリー伯ギヨームの娘マルグリットの間の息子。ウー伯およびヘイスティングス領主（在位：1140年 - 1170年）。

## 生涯
ジャンは、ティックヒルとブライスをイングランド王スティーブンから与えられた。ジャンは父方の祖母ベアトリスを通して元の領主であったロジャー・ド・ビュスリの子孫であった。ジャンは1141年2月のリンカーンの戦いで第4代チェスター伯ラヌルフ・ド・ガーノンに捕らえられ、所領を失った。
1148年、ジャンはスティーヴンの混乱した治世の間に父親が簒奪したチチェスター司教区に属する領地をチチェスター司教ヒラリーに返還した。1167年の夏、フランドル伯ティエリーと同盟を結んでいたルイ7世の軍隊による領地侵攻の際、ドランクール（現在のヌフシャテル＝アン＝ブレイ）に避難しなければならなかった。
ジャンは初代アランデル伯ウィリアム・ドービニーとイングランド王イングランド王の未亡人であったアデライザ・オブ・ルーヴァンの娘アリスと結婚した。2人の間には以下の子女が生まれた。
- アンリ2世（1191年没） - ウー伯、ヘイスティングス領主[1]
- ロベール（1191年没） - アッコで没[1]
- マティルド（1212年没）[1] - ヴァルモン領主アンリ・デストゥートヴィルと結婚
- ジャン - ウー領主およびヘイスティングス領主[1]、1198年頃から1205年の間にサセックスのロバーツブリッジ修道院に特許状を発行した[5]。

父アンリ1世と同様に、ジャンはウー修道院の律修司祭となり、残りの日々を修道院で過ごした後、1170年6月26日に死去した。ジャンは祭壇の後ろにある父親の墓に埋葬された。1791年にフカルモン修道院が破壊されたとき、パンティエーヴル公およびウー伯であったルイ・ジャン・マリー・ド・ブルボンは、アンリ1世とジャンの遺骨を引き取り、ビジー城の礼拝堂に改葬した。
ジャンの死後、息子アンリ2世がウー伯およびヘイスティングス領主の位を継承した。